# Memorial da Escravatura e do Tráfico Negreiro
O Memorial da Escravatura e do Tráfico Negreiro é um museu localizado na cidade de Cacheu, na Guiné-Bissau, inaugurado em 8 de julho de 2016. O espaço foi criado para preservar a memória histórica do tráfico transatlântico de escravos e homenagear as vítimas desse período.

## História

### Contexto Histórico
Cacheu, localizada na região noroeste da Guiné-Bissau, foi um dos principais centros de comércio de escravos na África Ocidental entre os séculos XVI e XIX. A cidade era um ponto estratégico para o embarque de escravos capturados no interior da Guiné, que eram transportados para as Américas, especialmente para o Brasil. O comércio de escravos em Cacheu estava intimamente ligado ao arquipélago de Cabo Verde, que funcionava como um entreposto intermediário no tráfico transatlântico.
A região da Guiné-Bissau, habitada por diversas etnias como os Balantas, Fulas, Manjacos e Papéis, foi profundamente afetada pelo tráfico de escravos. A captura e venda de milhões de africanos escravizados desestruturou sociedades locais, causando perdas humanas, econômicas e culturais significativas. Além disso, o tráfico de escravos moldou as relações internacionais e econômicas entre África, Europa e as Américas, com Cacheu desempenhando um papel importante neste comércio global.
A Casa Gouveira, onde o memorial está instalado, é um edifício histórico que remonta ao período colonial português. Originalmente construída como uma residência ou armazém, a casa foi utilizada durante séculos como um ponto de apoio para o comércio de escravos e outras atividades comerciais na região. O edifício, que estava em ruínas, foi restaurado e adaptado para abrigar o memorial, preservando sua arquitetura colonial e seu significado histórico.

### Projeto e financiamento
A ideia do memorial foi desenvolvida a partir do 1º Festival Quilombola, ocorrido em 2010 em Cacheu, como parte do projeto "O Percurso dos Quilombos: de África para o Brasil e o Regresso às Origens", uma iniciativa que buscava promover o legado cultural quilombola através da relação das comunidades no Brasil com as suas raízes africanas em Cabo Verde e na Guiné-Bissau.
A construção recebeu financiamento da União Europeia e contou com a colaboração de diversas entidades, incluindo a ONG guineense Ação para o Desenvolvimento (AD), a Associazione Interpreti Naturalistici (AIN) da Itália, a COAJOQ (Cooperativa Agropecuária de Jovens Quadros) e a Fundação Mário Soares de Portugal.
O memorial está instalado em um edifício histórico, a antiga Casa Gouveia, que posteriormente serviu como "Armazém do Povo". A restauração do edifício exigiu técnicas inovadoras, como o encamisamento das paredes com betão armado, e a importação de materiais de construção de Portugal. A obra foi complexa e demorada, mas resultou em um espaço funcional que abriga exposições permanentes e temporárias.
O complexo do memorial inclui, além do edifício principal, um pavilhão multiusos, salas de formação e residências para investigadores.

## Acervo e exposições

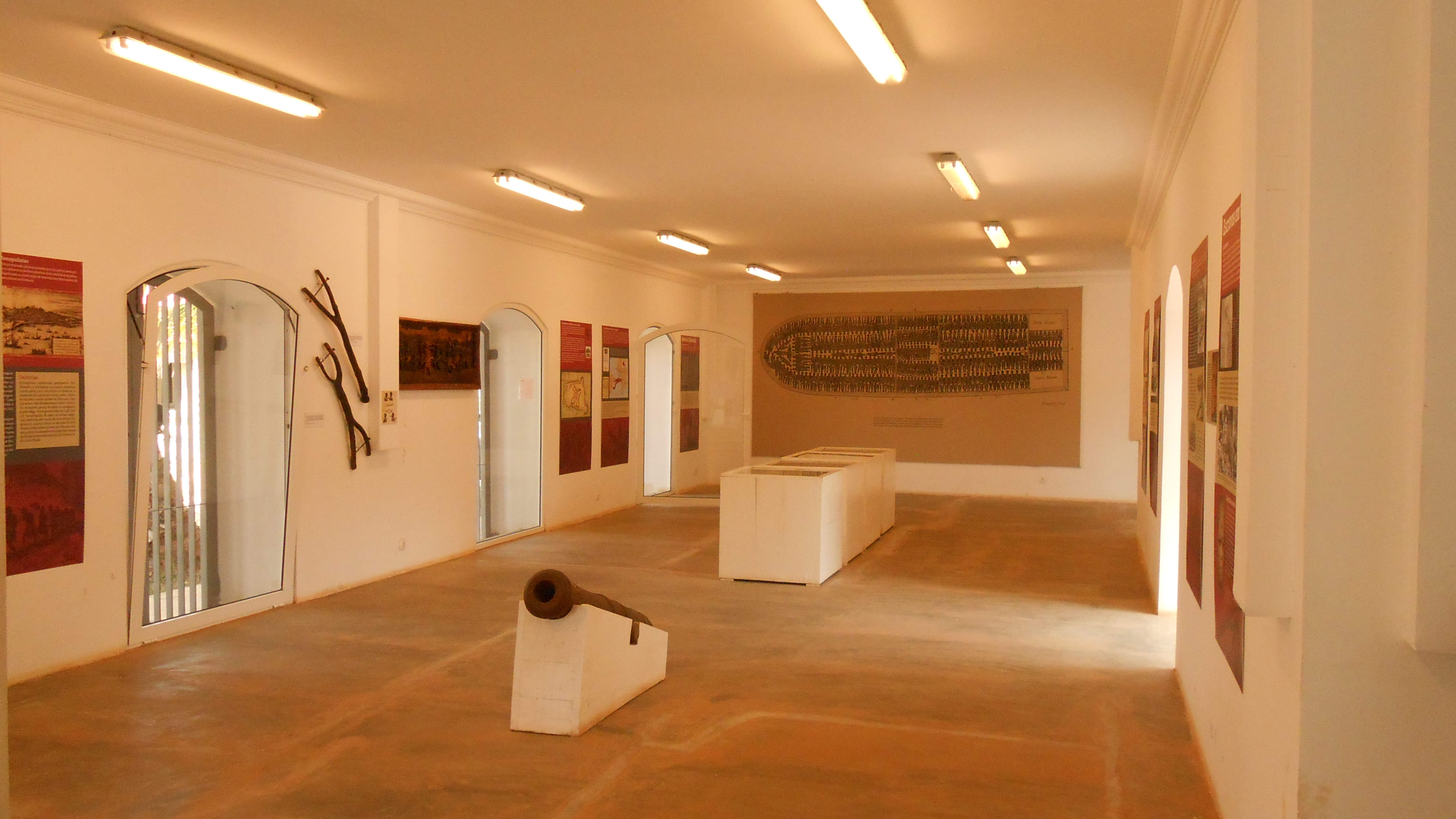
Fotografia do interior da exposição permanente do museu.

O acervo do memorial inclui objetos históricos relacionados ao tráfico de escravos, como correntes, chicotes, tachos e instrumentos de metal usados para marcar os escravos. Além dos artefatos físicos, o memorial oferece exposições permanentes que exploram a história da escravidão, exibindo documentos e narrativas que contam a história dos africanos escravizados e suas lutas por liberdade. Entre os temas abordados estão:
- O papel de Cacheu no tráfico transatlântico de escravos.
- A resistência das comunidades locais e a formação de quilombos.
- O impacto do tráfico de escravos nas sociedades africanas e nas Américas.

Além das exposições, o memorial promove eventos culturais e educacionais, como palestras, workshops e atividades comunitárias, visando fortalecer a identidade cultural e a memória coletiva da região.